# Zuidplaspolder

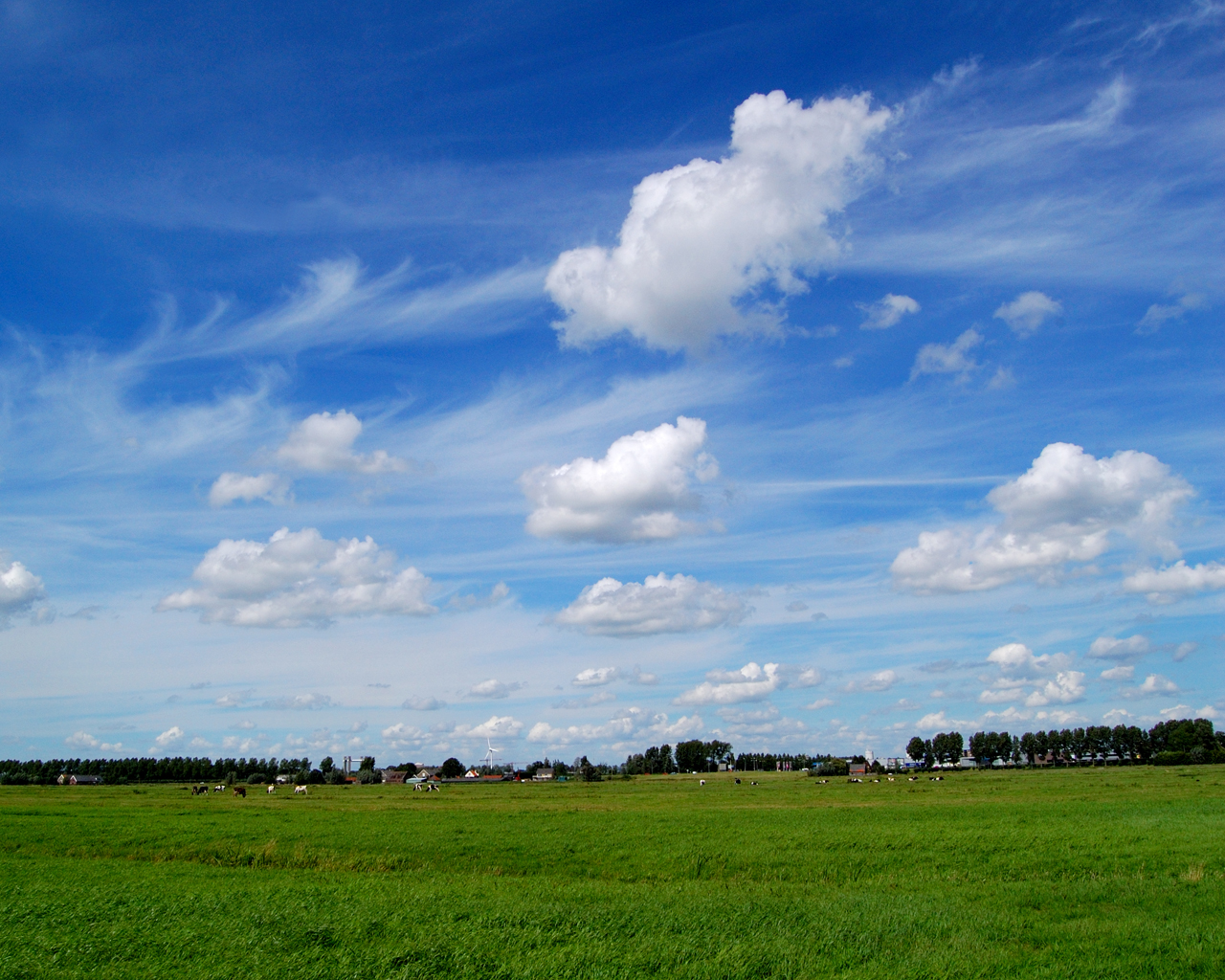
Vue sur le Zuidplaspolder près de Moordrecht.

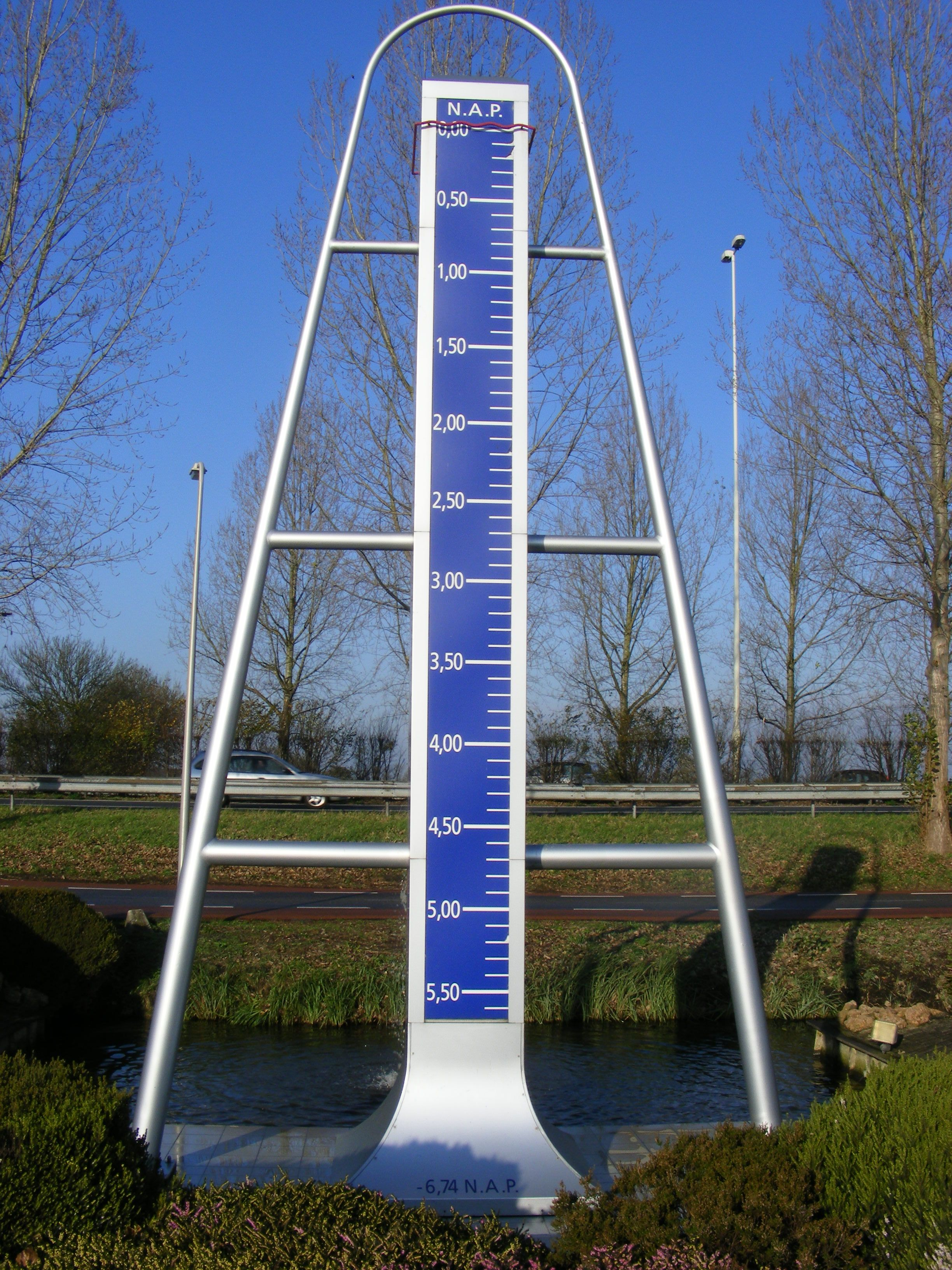
Dans le Zuidplaspolder, un monument a été érigé pour marquer le point le plus bas des Pays-Bas.

Le Zuidplaspolder est un polder néerlandais, situé dans la province de la Hollande-Méridionale.

## Géographie
Le Zuidplaspolder est situé entre Zevenhuizen, Moerkapelle, Waddinxveen, Gouda, Moordrecht et Nieuwerkerk aan den IJssel. La partie occidentale correspond à la nouvelle commune de Zuidplas, dont le nom est emprunté au polder.
Dans le Zuidplaspolder, près de Nieuwerkerk aan den IJssel, est situé le point le plus bas des Pays-Bas, à −6,76 m (NAP), et même d'Europe occidentale, à égalité avec le Lammefjord.

## Histoire
La première décision d'assèchement du Zuidplas a été prise en 1816, sous la règne du roi Guillaume Ier. Cet assèchement était nécessaire et même vital : l'exploitation locale de la tourbe et des tourbières avait créé un grand lac qui menaçait d'inonder les régions environnantes. De surcroît, le début du XIXe siècle connaissait une demande forte de nouvelles terres agricoles.
L'aménagement de la région a été fait en partant d'une ligne reliant les églises de Moerkapelle et de Moordrecht : une matrice a été dessinée, composée de carrés de terre d'environ 800 m sur 800 m. L'assèchement a commencé en 1825 : à l'aide de 30 moulins à vent de pompage, l'eau a été évacuée vers un canal de ceinture. En 1840, le polder était asséché et prêt à être exploité. Quarante ans plus tard, les moulins à vent ont été remplacés par les stations de pompage à vapeur ; de nos jours, plusieurs stations de pompage électriques maintiennent le Zuidplaspolder à sec.

## Avenir
Le Zuidplaspolder faisait partie de la région préservée du Groene Hart, mais il perdra complètement son caractère rural au XXIe siècle. Dans le Zuidplaspolder est projetée la dernière grande extension de ville des Pays-Bas. Les projets ne prévoient pas la création d'une ville nouvelle, mais de permettre aux villes environnantes de s'étendre dans le polder.
Le polder héberge déjà grand nombre d'infrastructures : les autoroutes A12 et A20, les chemins de fer de Gouda à La Haye et à Rotterdam (nl), une ligne à grande vitesse reliant Amsterdam à Bruxelles et plusieurs lignes ferroviaires locales, dont le métro de Rotterdam. En développant ces infrastructures, le Zuidplaspolder peut être complètement urbanisé.

## Source
- (nl) Cet article est partiellement ou en totalité issu de l’article de Wikipédia en néerlandais intitulé « Zuidplaspolder » (voir la liste des auteurs).